# Река в овраге Мокрый
Безымянная река в овраге Мокрый — река в России, протекает в Саратовской области. Устье реки находится в 146 км по правому берегу реки Малый Иргиз. Истоки реки находятся в урочище Горбачев Сад. Длина реки составляет 11 км. 

## Данные водного реестра
По данным государственного водного реестра России относится к Нижневолжскому бассейновому округу, водохозяйственный участок реки — Малый Иргиз от истока и до устья, речной подбассейн реки — подбассейн отсутствует. Речной бассейн реки — Волга от верхнего Куйбышевского водохранилища до впадения в Каспий.
По данным геоинформационной системы водохозяйственного районирования территории РФ, подготовленной Федеральным агентством водных ресурсов: 
- Код водного объекта в государственном водном реестре — 11010001412112100009416
- Код по гидрологической изученности (ГИ) — 112100941
- Код бассейна — 11.01.00.014
- Номер тома по ГИ — 12
- Выпуск по ГИ — 1